# Vladimír Zoubek
Vladimír Zoubek (* 21. September 1903 in Heřmanův Městec (damals: Hermannstädtel); † 24. Mai 1995 in Prag) war ein tschechischer Geologe.

## Leben
Zoubek studierte an der Karls-Universität in Prag und wurde 1927 promoviert. Er blieb an der Karls-Universität als Assistent des Geologischen Instituts.
1931 wurde Zoubek wissenschaftlicher Mitarbeiter des Staatlichen Geologischen Instituts in Prag und arbeitete dort bis 1962. 1936 veröffentlichte er eine bahnbrechende Untersuchung der Geologie der Westkarpaten. Darin identifizierte er die tektonische Einheit Veporikum mit Gesteinen des Jungpaläozoikums und Mesozoikums. 1948 trat er in die KPČ ein. 1953 wurde er Korrespondierendes Mitglied der Tschechoslowakischen Akademie der Wissenschaften. 1954–1956 war er Direktor des Instituts.
Zoubek gründete in den 1950er Jahren das Geologische Institut der Tschechoslowakischen Akademie der Wissenschaften, in dem er dann arbeitete. 1962 wurde er Wirkliches Mitglied der Tschechoslowakischen Akademie der Wissenschaften. 1969–1974 führte er das Institut. 1977 wurde er zum auswärtigen Mitglied der Akademie der Wissenschaften der UdSSR gewählt.
1979 wurde Zoubek leitender Wissenschaftler des neuen Instituts für Geologie und Geotechnik. Er leitete die Erstellung der geologischen Karte der Tschechoslowakei und war an der tektonischen Karte Europas beteiligt. Er führte die geologischen Untersuchungen für den Bau der Moldau-Kaskade durch.
Zoubek war Vizepräsident der International Union of Geological Sciences.
Nach Zoubek wurde das Mineral Zoubekit benannt.

## Preise
- Klement Gottwald-Staatspreis (1953)[1][4]
- Lomonossow-Goldmedaille (1973)[1][4]